# Kumendung (Muncar)
Kumendung is een bestuurslaag in het regentschap Banyuwangi van de provincie Oost-Java, Indonesië. Kumendung telt 6135 inwoners (volkstelling 2010).